# 안성 운수암
안성 운수암(安城 雲水庵)은 대한민국 경기도 안성시 양성면 성하리, 백운산 무양성에 있는 사찰이다. 1983년 9월 19일 경기도의 문화재자료 제25호로 지정되었다.

## 개요
백운산 무양성에 있는 운수암은 운적암이라고도 하며, 영조 26년(1750)에 지었다. 전하는 말에 따르면 과부가 된 장씨부인이 부처님을 모시기 위해 성 밖에 절터를 닦았는데, 꿈에 노승이 나타나 절을 성 안쪽에 지으라고 하여 이곳에 세웠다고 한다. 그 뒤 고종 7년(1870) 흥선대원군이 시주하여 다시 지었으며, ‘운수암’이라 직접 쓴 현판도 하사하였다. 1986년에 대웅전을 고쳐 짓고 지금의 모습을 갖추었다.
현존하는 건물로는 대웅전, 비로전, 요사채 등이 있다. 비로전은 앞면 5칸·옆면 2칸 규모이며, 지붕은 옆면에서 볼 때 여덟 팔(八)자 모양인 팔작지붕이다. 지붕 처마를 받치기 위해 장식하여 만든 공포는 새 부리 모양의 익공 양식으로 꾸몄으며, 안쪽에는 고려시대의 석조비로자나불좌상을 모시고 있다.
요사채는 원래 법당으로 사용하였던 26칸 규모의 건물로 중앙 좌우에 날개채가 있어 평면이 工자 모양을 하고 있다.

## 같이 보기
- 안성 무양성 - 안성시 향토유적 제2호
- 안성 운수암 석조비로자나불좌상 - 경기도 유형문화재 제202호

## 참고 문헌
- 운수암 - 국가유산청 국가유산포털